# Katsuya Eguchi

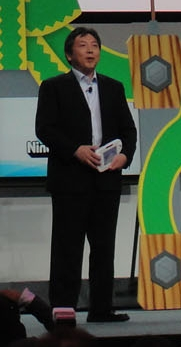
Katsuya Eguchi auf der E³ 2012

Katsuya Eguchi (jap. 江口 勝也, Eguchi Katsuya; * 7. April 1965 in Fuchū) ist ein japanischer Videospielentwickler. Seit 1986 arbeitet er bei Nintendo und leitet eine Gruppe der Entwicklungsabteilung Nintendo Entertainment Analysis & Development. In dieser Position ist er für kommerziell äußerst erfolgreiche Spiele wie Wii Sports oder Animal Crossing verantwortlich. Außerdem war er als Hardwareproduzent der Wii U beteiligt.

## Wirken
Katsuya Eguchi wurde in Fuchū (Tokio) geboren und studierte an der „Computer Graphics“-Abteilung des Japan Electronics College. Dort erhielt er einen Abschluss. 1986 wurde er Mitarbeiter des japanischen Videospielentwicklers Nintendo.
Man ordnete Eguchi der größten internen Entwicklungsabteilung zu, der Nintendo Entertainment Analysis & Development (EAD), damals noch Research & Development 4, um Entwickler Shigeru Miyamoto. Zu Eguchis ersten Arbeiten zählt das Leveldesign von Super Mario Bros. 3 (Nintendo Entertainment System (NES), 1988), Super Mario World (SNES, 1990) und der Neuauflagensammlung Super Mario All-Stars (SNES 1993).
Auch in der nächsten Zeit arbeitete Eguchi eng mit Miyamoto zusammen. Sein erstes Projekt, bei dem er Regisseur war, wurde Star Fox (SNES, 1993); ein Nachfolger, der unter seiner Leitung entstand, blieb aber unveröffentlicht. Die gleiche Funktion hatte er in Wave Race 64 (N64, 1996) inne.
Die von Takashi Tezuka entwickelte Animal-Crossing-Reihe feierte ihr Debüt 2001 unter dem Titel Dōbutsu no Mori (どうぶつの森, wörtlich übersetzt "Wald der Tiere") auf dem N64, Spieldirektor war auch hier Eguchi. 2004 wurde die EAD umstrukturiert, sodass sie fortan aus fünf eigenständigen und voneinander unabhängigen Gruppen besteht. Eguchi ist Manager und Produzent der zweiten EAD-Kyoto-Gruppe. Er war mit seiner Gruppe für weitere Animal-Crossing-Titel verantwortlich. Der Ableger Animal Crossing: New Horizons erschien 2020 für die Nintendo Switch.
Eguchi und sein Team entwickelten die Minispielsammlungen Wii Sports und Wii Fit, die 2006 zum Start der Nintendo Wii erscheinen. Wii Sports wurde mit über 80 Millionen abgesetzten Einheiten zu einem der meistverkauften Videospiele aller Zeiten (Stand April 2022 an 4. Stelle). In der Folge produzierte Eguchi neben Wii Music den Nachfolger Wii Sports Resort.
Katsuya Eguchi, obgleich eigentlich Spieleentwickler, ist außerdem Hardwareproduzent von Nintendos Heimkonsole, der Wii U, die Ende 2012 auf den Markt kam. Bei der Entwicklung des 3DS setzte Nintendo erstmals einen Spieleentwickler als Produzenten für Hardware ein, Hideki Konno.

## Spiele mit Eguchis Beteiligung
- Famicom Grand Prix: F1 Race (FDS, 1987) – Grafik-Designer
- Super Mario Bros. 3 (NES, 1988) – Karten-Designer
- Super Mario World (SNES, 1990) – Karten-Designer
- Super Mario All-Stars (SNES, 1993) – Grafik-Designer
- Star Fox (SNES, 1993) – Director
- Star Fox 2 (unveröffentlicht: SNES, 1995) – Director
- Wave Race 64: Kawasaki Jet Skii (N64, 1996) – Director
- Yoshi’s Story (N64, 1997) – Hauptdesigner
- Mario Artist (N64DD, 2000) – Berater
- Dōbutsu no Mori (N64, 2001) – Director
- Animal Crossing (NGC, 2002) – Director
- Animal Crossing: Wild World (NDS, 2005) – Produzent
- Wii Sports (Wii, 2006) – Produzent
- Wii Play (Wii, 2006) – Produzent
- Animal Crossing: Let's Go to the City (Wii, 2008) – Produzent
- Wii Music (Wii, 2008) – Produzent
- Wii Sports Resort (Wii, 2009) – Produzent
- Animal Crossing: New Leaf (3DS, 2012) – Produzent
- Nintendo Land (2012) – Produzent

## Konsolen mit Eguchis Beteiligung
- Wii U (2012) – Hardwareproduzent